# Raquel Martínez
Raquel Martínez, född 15 maj 1908, död februari 1987, var en friidrottare från Chile. Han deltog vid olympiska sommarspelen 1936.